# Психолингвистика
Психолингвистика или психологија језика је студија психолошких и неуробиолошких фактора који су кључни за способност стицања, коришћење и схватање језика. Први покушаји повезивања ове двије дисциплине су били више филозофског и спекулативног карактера, пошто је било врло мало података везаних за функционисање мозга. Савремена истраживања на пољу психолингвистике укључују широк спектар научних дисциплина, као што су биологија, неуронаука, когнитивна наука и информациона теорија, у циљу свеобухватнијег и потпунијег схватања можданих процеса, кључних за процесовање језика.
Појам психолингвистика је утемељен око 1940. године и почео је шире да се користи у наредној деценији, послије издавање књиге Psycholinguistics: A Survey of Theory and Research Problems (1954) америчког психолога Чарлса Егертона Осгуда и мађарско-америчког семиолога Томаса Себеока. Границе између лингвистике и психолингвистике су веома дифузне, као и границе психолингвистике са психологијом. 

## Стицање језика код дјеце
Једна од централних тема којом се бави психолингвистика тиче се истраживања способности сваладавања језика код дјеце. Способност савладавања је појам који се овдје користи, умјесто учење, пошто је учење шири појам који обухвата много различитих ствари и који психолози користе у више техничком смислу. Психолингвисти вјерују да тренутно не постоји психолошка теорија учења, способна да да објашњење процеса који омогућавај дјеци да у врло кратком року развију способност владања говором и комуникацијом на свом матерњем језику. Од почетка 1960-их година, истраживања око способности савладавања језика су била под великим утицајем теорије генеративне граматике, америчког лингвисте Ноама Чомског и главни проблем на који су се усмјерила истраживања тицао се питања: „Како је могуће да мала дјеца подсвјесно схватају граматичка правила на основу којих се конструише говор и како је могуће да их користе за конструисање свог говора у комуникацији са другима“? Чомски вјерује, заједно са одређеним бројем психолингвиста, да се дјеца рађају са знањем формалних принципа који одређују структуру свих језика и да то урођено знање објашњава брзину овладавања језиком. Други тврде, да не постоји таква урођена вјештина или способност, него да је ријеч о општијим когнитивним принципима и да у примјени језичких израза на одређене ситуације лежи и сама граматичка вјештина. Скорија истраживања показују да сва дјеца пролазе кроз исте фазе развоја говорних и језичких способности, без обзира на језик. Такође, многи подаци указују да постоје исте семантичке категорије и граматичке функције у раном развоју говора, на различитим језицима и у различитим културама.

## Перцепција говора
Перцепција говора је друга веома важна област психолингвистике, под великим утицајем скорашњих лингвистичких теорија, а посебно генеративне граматике. 1950-их година, перцепција говора је била под доминацијом информационе теорије, по којој је сваки израз звука у ријечи и свака ријеч у изразу статистички одређена преко звукова и ријечи који им претходе. Информациона теорија није више безрезервно прихваћена у психолингвистици, као што је била прије пар деценија.

## Афазија и неуролингвистика
Појам афазија се односи на више типова поремећаја у говору, од којих се један дио тиче можданих оштећења, а други психолошких теорија складиштења и процесовања различитих типова лингвистичких информација. 
Неуролингвистика се бави анализом неуролошких механизама који омогућавају складиштење и процесовање језика и говорних операција. Може се посматрати и одвојено, као област независна од психолингивстике.